# Третий дивизион чемпионата мира по хоккею с шайбой среди юниорских команд
Третий дивизион чемпионата мира по хоккею с шайбой среди юниорских команд - ежегодное соревнование, проводимое под эгидой под эгидой ИИХФ с 1999 года.

## История турнира
Турнир стал преемником группы D чемпионата Европы среди юниорских команд и Второго дивизиона чемпионата Европы среди юниоров. В первом чемпионате, состоявшемся в 2001 году участвовали сборные Нидерландов, Бельгии, Испании, Болгарии, Израиля, Румынии, Люксембурга и ЮАР. 
Позднее в чемпионате Третьего дивизиона стали участвовать команды, которые разыгрывали чемпионат Азии и Океании среди юниоров. Последний чемпионат региона Азии и Океании был разыгран в 2002 году, по результатам которого сборные Китая, Австралии и Новой Зеландии вошли в состав участников чемпионата третьего дивизиона
2003 года.

## Регламент турнира
С 2003 года две первые команды переходили во второй дивизион, а команды занявшие последние места в группах второго дивизиона, переходили в третий.
В 2012 году порядок переходов был изменён.  Переходы команд стали проходить, как между дивизионами, так и между группами дивизионов.
Победитель группы В переходил в группу А, а победитель группы А в более сильный дивизион.

## Результаты Третьего дивизиона

### 1999
| Год  | Вышли в первый дивизион ЧЕ | Вылетели из первого дивизиона ЧЕ | Вылетели из первого дивизиона ЧЕ |
| ---- | -------------------------- | -------------------------------- | -------------------------------- |
| 1999 | Испания                    | Хорватия                         | Югославия                        |

### 2000
| Год  | Вышли во второй дивизион ЧМ | Вылетели из первого дивизиона ЧЕ | Вылетели из первого дивизиона ЧЕ |
| ---- | --------------------------- | -------------------------------- | -------------------------------- |
| 2000 | Хорватия                    | Испания                          | Румыния                          |

### 2001
| Год  | Вышли во второй дивизион | Вышли во второй дивизион | Пришли из чемпионата Азии и Океании | Квалификация | Вылетели из второго дивизиона |
| ---- | ------------------------ | ------------------------ | ----------------------------------- | ------------ | ----------------------------- |
| 2001 | Румыния                  | Нидерланды               | Республика Корея                    | Турция       | Литва                         |

### 2002
| Год  | Вышли во второй дивизион | Вышли во второй дивизион | Вышли во второй дивизион | Вышли во второй дивизион | Вышли во второй дивизион | Вышли во второй дивизион | Вышли во второй дивизион | Пришли из чемпионата Азии и Океании | Пришли из чемпионата Азии и Океании | Пришли из чемпионата Азии и Океании |
| ---- | ------------------------ | ------------------------ | ------------------------ | ------------------------ | ------------------------ | ------------------------ | ------------------------ | ----------------------------------- | ----------------------------------- | ----------------------------------- |
| 2002 | Республика Корея         | ЮАР                      | Литва                    | Югославия                | Испания                  | Бельгия                  | Болгария                 | Китай                               | Австралия                           | Новая Зеландия                      |

### 2003-2011
| Год  | Вышли во второй дивизион | Вышли во второй дивизион | Перешли из второго дивизиона | Перешли из второго дивизиона |
| ---- | ------------------------ | ------------------------ | ---------------------------- | ---------------------------- |
| 2003 | Исландия                 | Австралия                | Болгария                     | ЮАР                          |
| 2004 | Мексика                  | ЮАР                      | Бельгия                      | Австралия                    |
| 2005 | Австралия                | Бельгия                  | ЮАР                          | Румыния                      |
| 2006 | Румыния                  | Израиль                  | Испания                      | Исландия                     |
| 2007 | Испания                  | Китай                    | Мексика                      | Сербия                       |
| 2008 | Мексика                  | Сербия                   | Австралия                    | Израиль                      |
| 2009 | Австралия                | Исландия                 | Мексика                      | Китай                        |
| 2010 | Китай                    | Новая Зеландия           | Исландия                     | Австралия                    |
| 2011 | Австралия                | Исландия                 | Новая Зеландия               | Бельгия                      |

### 2012–н.в.
| Год  | Вышла в группу В второго дивизиона           | Перешла из группы В второго дивизиона        | Вышла в группу А третьего дивизиона          | Перешла из группы А третьего дивизиона       |
| ---- | -------------------------------------------- | -------------------------------------------- | -------------------------------------------- | -------------------------------------------- |
| 2012 | Бельгия                                      | Китай                                        |                                              |                                              |
| 2013 | Китай                                        | Австралия                                    | Израиль                                      |                                              |
| 2014 | Австралия                                    | Исландия                                     | ЮАР                                          | Новая Зеландия                               |
| 2015 | Исландия                                     | Австралия                                    | Турция                                       | ЮАР                                          |
| 2016 | Австралия                                    | Китай                                        | Новая Зеландия                               | Мексика                                      |
| 2017 | Китай                                        | Бельгия                                      | Мексика                                      | Новая Зеландия                               |
| 2018 | Бельгия                                      | Исландия                                     | Новая Зеландия                               | Тайвань                                      |
| 2019 | Болгария                                     | Бельгия                                      | Тайвань                                      | Новая Зеландия                               |
| 2020 | Турнир не проводился из-за пандемии COVID-19 | Турнир не проводился из-за пандемии COVID-19 | Турнир не проводился из-за пандемии COVID-19 | Турнир не проводился из-за пандемии COVID-19 |
| 2021 | Турнир не проводился из-за пандемии COVID-19 | Турнир не проводился из-за пандемии COVID-19 | Турнир не проводился из-за пандемии COVID-19 | Турнир не проводился из-за пандемии COVID-19 |
| 2022 | Тайвань                                      | Болгария                                     | Босния и Герцеговина                         | Турция                                       |
| 2023 | Израиль                                      | Бельгия                                      | Новая Зеландия                               | Люксембург                                   |
| 2024 | Бельгия                                      | Израиль                                      | Гонконг                                      | Босния и Герцеговина                         |
| 2025 | Мексика                                      | Болгария                                     | Узбекистан                                   | Исландия                                     |